# KD Avia

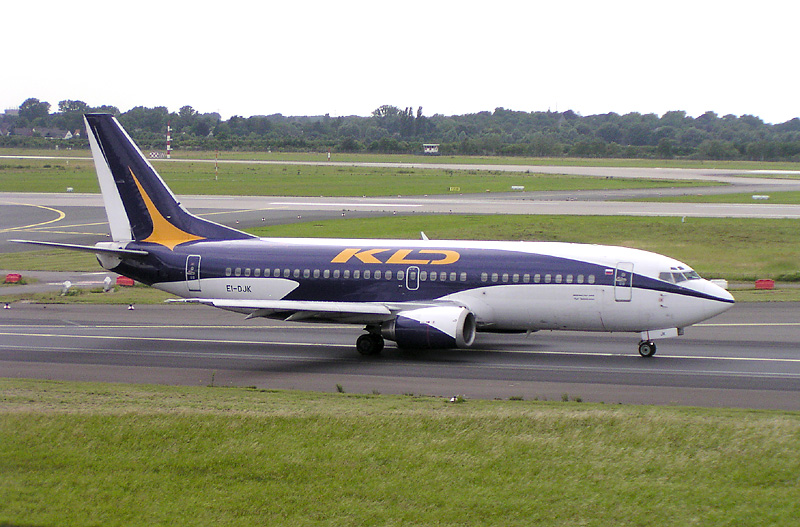
Boeing 737-300 della KD Avia all'aeroporto di Düsseldorf.

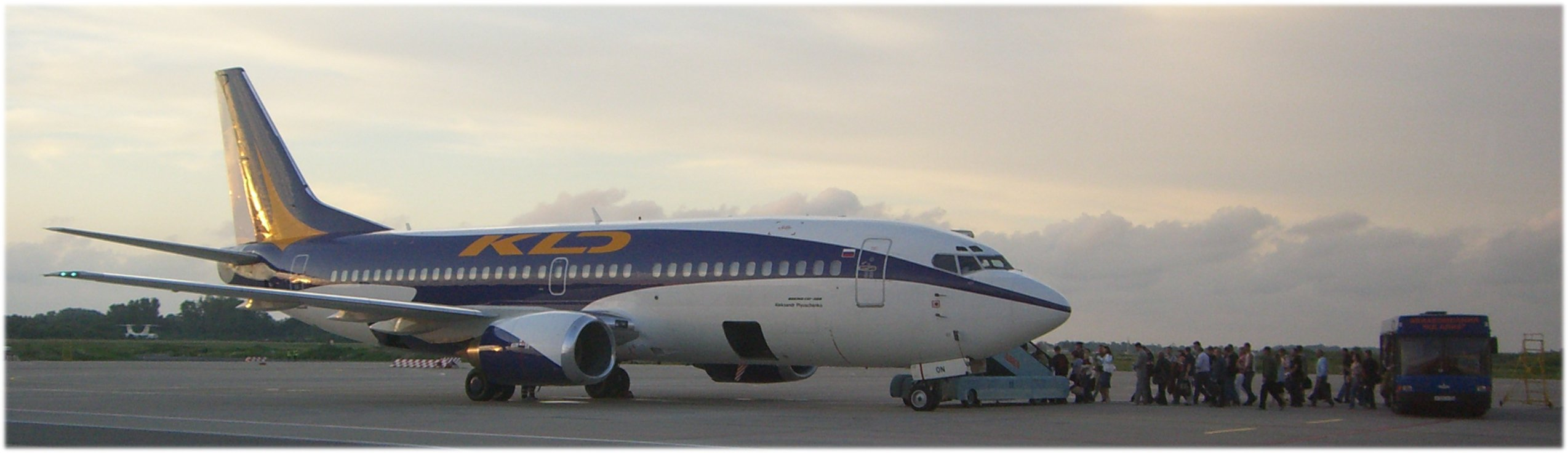
Boeing 737-300 della KD Avia all'hub aeroporto Chrabrovo di Kaliningrad.

La KD Avia (ex-Aeroflot-Kaliningrad) è stata una compagnia aerea russa basata a Kaliningrad con la base tecnica all'aeroporto di Kaliningrad-Chrabrovo che è gestito dalla compagnia stessa insieme con la compagnia aerea russa statale Kaliningrad Avia.
La KD Avia è stata una delle principali compagnie aeree russe nel mercato interno della Russia ed anche nei voli di linea e di voli charter dalla Russia verso l'Europa.

## Storia
La KD Avia nasce nel 2004 come compagnia aerea russa "Kalinigrad Airways" (in translitt.: Kaliningradskie Avialinii) sulla base della divisione occidentale dell'Aeroflot-Kaliningrad nato nel 1945.
Nel 2005 la compagnia aerea ha cambiato il nome diventando KD Avia per non essere confusa con una compagnia aerea statale Kaliningrad Avia.
Alla fine di agosto del 2009 la compagnia aerea KD Avia ha sospeso la vendita dei biglietti ed il 2 settembre 2009 ha dichiarato la possibile sospensione dei voli di linea per le difficoltà di ristrutturare il debito di 7 miliardi RUR accumulato nel corso dell'anno.
L'8 settembre 2009 l'Ente dell'Aviazione Civile della Russia ha revocato la licenza della KD Avia. L'Aeroflot è stata incaricata nel trasporto dei passeggeri della KD Avia dalla Germania ed in alcuni aeroporti russi insieme ad altre compagnie aeree russe.
Il 9 settembre 2009 l'Ente dell'Aviazione Civile della Russia ha comunicato che più di 4.100 passeggeri della KD Avia sono stati trasportati dalle compagnie aeree russe dopo la sospensione di licenza di trasporto. Il maggior numero dei passeggeri con i biglietti della KD Avia è stato trasportato dall'Aeroflot, Transaero Airlines, Rossija Airlines, S7 Airlines, UTair, SkyExpress, Ural Airlines.
Il 19 ottobre 2009 l'Ente dell'Aviazione Civile della Russia ha comunicato che più di 17.400 passeggeri della KD Avia sono stati trasportati dalle compagnie aeree russe dopo la sospensione di licenza di trasporto. Il maggior numero dei passeggeri (14.600 persone) sono stati trasportati dalla russa Aeroflot.
Il 11 novembre 2010 il Tribunale di Arbitrato dell'Oblast' di Kaliningrad ha dichiarato ufficialmente la bancorotta della KD Avia S.p.a. con l'inizio dei procedimenti fallimentari per risarcimento di creditori della società per un totale di oltre 11,728 miliardi RUR.

## Strategia
La '"KD Avia'" ha cominciato a cambiare e rinnovare la flotta nel 2005 aggiungendo in un anno 6 Boeing 737-300 alla sua flotta.
Nel 2006 sono stati aggiunti alla flotta altri 3 Boeing 737, altri 10 Boeing 737 sono in arrivo nella flotta della KD Avia nel 2007.
La compagnia stava investendo nello sviluppo del Terminal internazionale dell'aeroporto Chrabrovo che doveva essere aperto il 15 giugno 2007 per diventare lo hub della KD Avia.
La KD Avia ha pianificato di collegare via città più occidentale della Russia di Kaliningrad più di 15 città della Russia e dell'Unione Europea.
Nel 2008 la KD Avia ha trasportato con successo 1.361.570 passeggeri. realizzando lo hub proprio all'aeroporto Chrabrovo che collegava le città della Russia europea e della Siberia occidentale con dei principali aeroporti europei.
Il 2 luglio 2009 l'Amministrazione dell'Aviazione del Regno Unito ha certificato la compagnia aerea russa KD Avia come il vettore che può eseguire la manutenzione tecnica degli aerei secondo le regole dell'EASA Part-145.

## Flotta aerei
La flotta della KD Avia si basava su un unico tipo di aereo.
- 19 Boeing 737-300

## Incidenti
- Il 27 febbraio 2007 un aereo della KD Avia dopo la partenza per Kaliningrad dalla capitale Mosca, Russia, ha occupato la quota di 6.000 m al posto di 5.000 m comunicati dalla torre di controllo. L'errore poteva costare una collisione con un altro aereo russo che si trovava nella zona di volo.